# Ruda (rejon żydaczowski)
Ruda (ukr. Руда) – wieś na Ukrainie. Należy do rejonu stryjskiego (do 2020 roku do rejonu żydaczowskiego) w obwodzie lwowskim i liczy 629 mieszkańców.
W II Rzeczypospolitej do 1934 roku wieś stanowiła samodzielną gminę jednostkową w powiecie żydaczowskim w woj. stanisławowskim. W związku z reformą scaleniową została 1 sierpnia 1934 roku włączona do nowo utworzonej wiejskiej gminy zbiorowej gminy Ruda w tymże powiecie i województwie, której była siedzibą. 
W latach 1944–1945 nacjonaliści ukraińscy z OUN-UPA zamordowali tutaj 22 Polaków.
Po wojnie wieś weszła w struktury administracyjne Związku Radzieckiego.

## Dwór
- dwór wybudowany na początku XIX w. w stylu klasycystycznym przez Jana Pietruskiego został rozebrany w 1900 r.[4]